# 476
Évszázadok: 4. század – 5. század – 6. század
Évtizedek: 420-as évek – 430-as évek – 440-es évek – 450-es évek – 460-as évek – 470-es évek – 480-as évek – 490-es évek – 500-as évek – 510-es évek – 520-as évek
Évek: 471 – 472 – 473 – 474 –  475 – 476 – 477 – 478 – 479 – 480 – 481

## Események

### Nyugat- és Keletrómai Birodalom
- Basiliscus keletrómai császárt és Flavius Armatust választják consulnak.
- Basiliscus, aki az előző évben kiáltotta ki magát császárrá, monofizita enciklikája és az általa kivetett súlyos adók miatt elveszti az egyház és a nép támogatását. Korábbi összeesküvő-társai is ellene fordulnak és a császár nem meri elhagyni a palotáját. Flavius Armatus, aki ekkor a hadsereg főparancsnoka, tárgyalásokat kezd a korábbi császárral, Zenóval, aki megígéri neki hogy haláláig megtarthatja főparancsnoki (magister militum praesentalis) tisztségét és fiát (akit szintén Basiliscusnak hívnak) trónörökössé nevezi ki.
- Zeno ellenállás nélkül bevonul Konstantinápolyba és foglyul ejti az egyik templomban menedéket kereső Basiliscust és családját. Mivel megígérte, hogy nem ontja a vérüket, Kappadókiába száműzi őket, ahol egy volt ciszternába vetik őket és hagyják őket éhen halni.
- A Nyugatrómai Birodalomban Odoacer, a germán szövetséges csapatok (foederati) vezetője azt kéri Orestes régenstől, hogy osszanak földet a katonáinak, ahogyan azt korábban megígérték. Orestes ezt visszautasítja. A germánok ennek hallatán fellázadnak és Odoacert kikiáltják Itália királyává.
- Odoacer fosztogatva Ravenna felé indul. Piacenzánál elfogja Orestest és fivérét Paulust és mindkettőjüket kivégezteti. Ezután bevonul Ravennába és letaszítja a trónról a kiskorú Romulus Augustust. Romulus birtokot kap Nápoly mellett és rangjának megfelelő, 6 ezer solidus évjáradékot. Mivel Romulust már nem követi újabb császár, a történészek ezt a pillanatot tekintik a Nyugatrómai Birodalom, és egyúttal az ókor végének.
- A szenátus elküldi Zeno császárnak a a nyugatrómai uralkodói jelvényeket. Zeno elismeri Odoacert Itália hercegének (dux Italiae) és kéri hogy engedelmeskedjen a Dalmáciában tartózkodó utolsó, Konstantinápoly által is elismert nyugatrómai császárnak, Iulius Neposnak. Odoacer formálisan elismeri Zeno hatalmát és az ő és Iulius Nepos nevében ver pénzeket, de nem engedi Nepost Itáliába.
- Zeno és Odoacer békét köt az észak-afrikai vandálok királyával, Geiserickel, elismerve annak hódításait. Geiseric éves adóért cserébe visszaadja Odoacernek Szicíliát, csak Lilybaeum kikötőjét tartja meg.

### Kína
Az Északi Vej államban Feng özvegy császárné (Vencseng császár felesége) meggyilkoltatja 21 éves mostohafiát, Hszienvent. Hszienven 471-ben, 17 évesen lemondott a trónról fia, Hsziaoven javára, de előtte szeretőjének kivégeztetésével magára haragította Feng császárnét. A kiskorú Hsziaoven helyett Feng kormányoz régensként.     

## Születések
- Árjabhata, indiai matematikus és csillagász

## Halálozások
- Basiliscus, keletrómai császár
- Marcus, társuralkodó, Basiliscus fia
- Flavius Orestes, nyugatrómai politikus

## Fordítás
- Ez a szócikk részben vagy egészben  a(z)   476 című angol Wikipédia-szócikk ezen változatának fordításán alapul.  Az eredeti cikk szerkesztőit annak laptörténete sorolja fel. Ez a jelzés csupán a megfogalmazás eredetét és a szerzői jogokat jelzi, nem szolgál a cikkben szereplő információk forrásmegjelöléseként.